# La Guerre des monstres (film)
Pour les articles homonymes, voir La Guerre des monstres.
Pour plus de détails, voir Fiche technique et Distribution.
La Guerre des monstres (フランケンシュタインの怪獣 サンダ対ガイラ, Furankenshutain no Kaijū : Sanda tai Gaira) est un film japonais réalisé par Ishirō Honda, sorti en 1966.

## Synopsis
Un navire est attaqué par une pieuvre géante, puis sauvé par un monstre vert et gigantesque, qui pourtant, ne tardera pas à dévorer les survivants, avant de fondre sur Tokyo. Le Docteur Stewart, un Américain, reconnaît là une espèce de monstre dont il sait qu'un autre spécimen est aussi en vie.

## Fiche technique
- Titre : La Guerre des monstres[1]
- Titre alternatif : Les Monstres des planètes secrètes, édition VHS (Fil à Film)
- Titre original : フランケンシュタインの怪獣 サンダ対ガイラ (Furankenshutain no Kaijū : Sanda tai Gaira?)
- Réalisation : Ishirō Honda
- Effets spéciaux : Eiji Tsuburaya
- Scénario : Takeshi Kimura et Ishirō Honda
- Photographie : Hajime Koizumi (ja)
- Décors : Takeo Kita (ja)
- Montage : Ryōhei Fujii (ja)
- Musique : Akira Ifukube
- Production : Tomoyuki Tanaka
- Société de production : Tōhō
- Pays de production : Japon
- Langue originale : japonais
- Genres : science-fiction, horreur, kaiju eiga
- Durée : 88 minutes[2]
- Dates de sortie : 
  - Japon : 31 juillet 1966[2]
  - États-Unis : 29 juillet 1970
- Monstres : Fanika, Sanda, Gaila, Oodako

## Distribution
- Kenji Sahara : Dr. Yuzo Majida
- Kumi Mizuno : Akemi Togawa
- Russ Tamblyn : Dr. Paul Stewart
  - Gorō Mutsumi : Dr. Paul Stewart (voix)
- Jun Tazaki : le général
- Yoshifumi Tajima : Officier des garde-côtes
- Yū Fujiki
- Kipp Hamilton : un chanteur de club
- Bin Furuya : Officier des garde-côtes